# تشارلز دبليو. تومسون
تشارلز دبليو. تومسون (بالإنجليزية: Charles W. Thompson)‏ هو سياسي أمريكي، ولد في 22 يوليو 1867 في الولايات المتحدة، وتوفي في 1 يونيو 1950. حزبياً، نشط في الحزب الجمهوري.